# 디크라네마과
디크라네마과(Dicranemataceae)는 진정홍조강 돌가사리목에 속하는 홍조식물과의 하나이다. 5속 11종으로 이루어져 있다.

## 하위 속
- 디크라네마속 (Dicranema) Sonder, 1845 - 3종
- 핀나티피쿠스속 (Pinnatiphycus) - 유일종 P. menouanus
- 렙타탁시스속 (Reptataxis) - 유일종 R. rhizophora
- 테나시필룸속 (Tenaciphyllum) - 3종
- 틸로투스속 (Tylotus) - 3종